# 親指姫 (山瀬まみのアルバム)
『親指姫』（おやゆびひめ）は、山瀬まみの3枚目のオリジナル・アルバム。1989年11月21日、キングレコードから発売された。

## 概要
アイドルとして活動していた山瀬まみのマネージャー、岡孝二郎（現:ホリプロ役員）は所属レコード会社・キングレコードの担当者と、正統派アイドルとしては成功しなかったが、アーティストとしてまだ可能性があるのではないかとの話になり、月光恵亮のプロデュースで「山瀬まみロック化計画」としてのアルバムで矢野顕子、UNICORNの奥田民生、聖飢魔IIのデーモン小暮、ZIGGY、筋肉少女帯などのロック・アーティストを迎えて制作されヒットした。山瀬のアルバム最大のヒット作。
音楽評論家の兵庫慎司は「普通にアイドルポップスとして出すと売れず、無理にバンドとコラボレーションさせるのも先例からして上手くいかない、それならロックミュージシャンと制作すればいいということになったのではないか」としている。

## 収録曲
1. ゴォ
作詞：サエキけんぞう　作曲：奥田民生　編曲：三柴理
『ミュージックてれびくん』（1999年度）でカバー。
三楽株式会社(現・メルシャン)・『ピーチツリーフィズ』CM曲(歌詞はCMオリジナル)
2. ビートパンク小僧
作詞：朝野深雪　作曲：宮本直樹　編曲：横関敦
3. かわいいルーシー
作詞：山瀬まみ　作曲：白浜久　編曲：三柴理・横関敦
4. 綺麗になりたい
作詞：大山正篤　作曲：塚本晃　編曲：三柴理
5. ヒント
作詞：サエキけんぞう　作曲：矢野顕子　編曲：三柴理
6. I WANT YOU
作詞：大山正篤　作曲：月光恵亮　編曲：横関敦
7. 芸能人様のお悩み
作詞：山瀬まみ　作曲・編曲：横関敦
8. YAMASEの気持ち
作詞：泉麻人　作曲：デーモン小暮　編曲：横関敦
9. 本日はSEITENナリ
作詞：山瀬まみ　作曲：戸城憲夫　編曲：三柴理
10. 恋人よ逃げよう 世界はこわれたおもちゃだから!
作詞：大槻ケンヂ　作曲：内田雄一郎　編曲：三柴理

## 参加ミュージシャン
- 横関敦 - ギター
- 神長弘一 - ギター
- 三柴江戸蔵（ex.筋肉少女帯） - キーボード、ピアノ、シンセサイザー
- 中村哲夫 - ベース
- 諸田コウ - ベース
- 梅沢康博（REACTION） - ドラムス
- 小柳昌法（LINDBERG） - ドラムス

## 評価
| 専門評論家によるレビュー | 専門評論家によるレビュー |
| レビュー・スコア         | レビュー・スコア         |
| 出典                     | 評価                     |
| ------------------------ | ------------------------ |
| CDジャーナル             | 肯定的/否定的            |
| TOWER RECORDS ONLINE     | 肯定的                   |

CDジャーナルは「出たな～! って感じの山瀬まみ。『ゴォ』以下ズラーッとこれまでのウップンを一気に放出するかのようなハレハレな絶唱がつづく。「ほんとは歌手なんだけどバラエティばかりなの」と歌われる『芸能人様のお悩み』がエグい。エグすぎて少々疲れます」と評した。
TOWER RECORDS ONLINEは「アイドル×ロック史上に残る名盤」と評した。
兵庫慎司は「1曲目の『ゴォ』が特にインパクト強烈。オーケストラアレンジでやたら速いBPM。もう限りなく“大迷惑”に近い。」と評した。
円堂都司昭は「（1980年代のアイドルのロック、メタルは）ビジュアルのおどろおどろしさ、サウンドの重さ、極端な速弾き、デスヴォイスなど、時代を経るにつれてメタルの過剰さをネタとして楽しむ傾向も出てきた。その過程で山瀬まみの『親指姫』という傑作も生まれた。山瀬作詞の『かわいいルーシー』は飼い犬のうんこを歌った怪作で、アイドルと笑いとハード・ロックのミスマッチが面白いアルバムだった」と評した。